# Алек Кесслер
Алек Крістофер Кесслер (англ. Alec Christopher Kessler, 13 січня 1967, Міннеаполіс, США — 13 жовтня 2007, Галф-Бріз, Флорида) — американський професіональний баскетболіст, що грав на позиції центрового за команду НБА «Маямі Гіт» та італійську «Олімпія Мілан». Після завершення кар'єри працював хірургом-ортопедом.

## Ігрова кар'єра
На університетському рівні грав за команду Джорджия (1986–1990). 1990 року був визнаний найкращим спортсменом конференції SEC. Закінчив студентську кар'єру на першому місці в історії закладу за кількістю набраних очок (1,788). Згодом цей рекорд був побитий Літтеріалом Гріном.
1990 року був обраний у першому раунді драфту НБА під загальним 12-м номером командою «Х'юстон Рокетс». Проте професіональну кар'єру розпочав 1990 року виступами за «Маямі Гіт», куди був обміняний одразу після драфту на Дейва Джемерсона та Карла Ерреру. Захищав кольори команди з Маямі протягом наступних 4 сезонів. Виступа у ролі резервного центрового та набирав в середньому 5,2 очка та 3,6 підбирання за матч. 2 листопада 1994 року перед початком нового сезону був відрахований з команди, проте отримував від клубу 300 тис. доларів на рік ще протягом десяти років.
Другою і останньою ж командою в кар'єрі гравця стала «Олімпія Мілан» з Італії, до складу якої він приєднався 1994 року і за яку відіграв лише частину сезону.

## Подальше життя
Після завершення кар'єри навчався у медичній школі при Університеті Еморі, яку закінчив 1999 року. Працював хірургом-ортопедом у Пенсаколі, Флорида.
Помер 2009 року від серцевого нападу під час гри у баскетбол.